# کاروانسرای الله‌آباد ساغند
کاروانسرای الله‌آباد ساغند مربوط به دوره صفوی است و در واقع شده و این اثر در تاریخ ۱۹ مهر ۱۳۷۸ با شمارهٔ ثبت ۲۴۵۵ به‌عنوان یکی از آثار ملی ایران به ثبت رسیده است.